# داستان پلیس (مجموعه‌فیلم)
فیلم‌های داستان پلیس (چینی: 警察故事系列)  بوکان 
شامل هفت فیلم اکشن و جنایی رسمی هنگ کنگی، با بازی جکی چان، به کارگردانی جکی چان، استنلی تانگ، بنی چان و دینگ شنگ است. اولین فیلم داستان پلیس در ۱۴ دسامبر ۱۹۸۵ اکران شد. موفقیت این فیلم منجر به سه دنباله، یک اسپین‌آف بنام ابرپلیس ۲ (۱۹۹۳) و دو بازسازی دیگر بنامداستان جدید پلیس (۲۰۰۴) و داستان پلیس ۲۰۱۳ شد.

## سری فیلم‌های داستان پلیس

### داستان پلیس (۱۹۸۵)
داستان پلیس (فیلم ۱۹۸۵)

### پلیس داستان ۲ (۱۹۸۸)
داستان پلیس ۲

### داستان پلیس ۳ (۱۹۹۲)
داستان پلیس ۳: ابر پلیس

### داستان پلیس ۴ (۱۹۹۶)
داستان پلیس ۴: اولین ضربه

### داستان پلیس جدید (۲۰۰۴)
داستان جدید پلیس

### داستان پلیس: حبس ۲۰۱۳ (۲۰۱۳)
داستان پلیس ۲۰۱۳

### اسپین آف‌ها

#### یک پلیس (۱۹۹۳)
ابرپلیس ۲

#### داستان جنایت (۱۹۹۳)
داستان جنایت
| منتشر شد | فیلم                        | عنوان آهنگ |
| -------- | --------------------------- | --- |
| ۱۹۸۵     | داستان پلیس                 | "英雄 故事" / "داستان قهرمان" |
| ۱۹۸۸     | داستان پلیس ۲               | "英雄 故事" / "داستان قهرمان" {{سخ}} "我 要 衝霄" / "من نیاز دارم"                                                                                  |
| ۱۹۹۲     | پلیس داستان ۳:ابر پلیس      | "謎" / "ریدل" (ماندارین) {{سخ}} "希望 你 會 懂" / "من امیدوارم که شما را درک" (ماندارین) {{سخ}} "我 有 我 路 向" / "من مسیر خودم را دارم" (کانتونی) |
| ۱۹۹۶     | داستان پلیس ۴: اولین اعتصاب | اولین اعتصاب |
| ۲۰۰۴     | داستان جدید پلیس            | طوفان سپتامبر |
| ۲۰۱۳     | داستان پلیس ۲۰۱۳            | داستان پلیسی: حبس |